# Urbana (Iowa)
Urbana és una població dels Estats Units a l'estat d'Iowa. Segons el cens del 2000 tenia 1.019 habitants.

## Demografia
Segons el cens del 2000, Urbana tenia 1.019 habitants, 372 habitatges, i 284 famílies. La densitat de població era de 587,2 habitants/km².
Dels 372 habitatges en un 43% hi vivien nens de menys de 18 anys, en un 66,9% hi vivien parelles casades, en un 5,4% dones solteres, i en un 23,4% no eren unitats familiars. En el 18,8% dels habitatges hi vivien persones soles el 9,1% de les quals corresponia a persones de 65 anys o més que vivien soles. El nombre mitjà de persones vivint en cada habitatge era de 2,74 i el nombre mitjà de persones que vivien en cada família era de 3,13.
Per edats la població es repartia de la següent manera: un 30,5% tenia menys de 18 anys, un 8,2% entre 18 i 24, un 38% entre 25 i 44, un 13,9% de 45 a 60 i un 9,3% 65 anys o més.
L'edat mediana era de 31 anys. Per cada 100 dones de 18 o més anys hi havia 98,9 homes.
La renda mediana per habitatge era de 49.063 $ i la renda mediana per família de 54.327 $. Els homes tenien una renda mediana de 35.682 $ mentre que les dones 23.750 $. La renda per capita de la població era de 18.005 $. Entorn del 0,7% de les famílies i l'1,1% de la població estaven per davall del llindar de pobresa.

## Poblacions més properes
El següent diagrama mostra les poblacions més properes.